# Peter Townsend
Peter Wooldridge Townsend (ur. 22 listopada 1914 w Rangunie, zm. 19 czerwca 1995 w Rambouillet) – brytyjski oficer, pilot Królewskich Sił Powietrznych (RAF), as lotniczy z okresu Bitwy o Anglię, pisarz i dworzanin królewski, w latach 1944–1952 adiutant (formalnie koniuszy) króla Jerzego VI. Współcześnie pamiętany głównie za sprawą romansu z księżniczką Małgorzatą, który był chronologicznie pierwszym problemem konstytucyjnym, z jakim za swojego panowania musiała zmierzyć się królowa Elżbieta II.

## Życiorys

### Wojsko
Po ukończeniu szkoły średniej, w 1933 wstąpił do Royal Air Force. Po okresie szkolenia został pilotem samolotów myśliwskich. W latach 1940–1944 brał aktywny udział w II wojnie światowej. Dwukrotnie otrzymał odznaczenie Distinguished Flying Cross, został też uhonorowany Distinguished Service Order.

### Dwór królewski
Od 1944 pracował na dworze królewskim jako koniuszy króla Jerzego VI, którym pozostawał aż do śmierci monarchy. Po wstąpieniu na tron Elżbiety II został przeniesiony do nowo tworzonego, odrębnego dworu królowej-matki Elżbiety. W 1952, uzyskawszy rozwód ze swoją pierwszą żoną, oświadczył się księżniczce Małgorzacie, młodszej siostrze królowej, z którą od dłuższego czasu łączyły go zażyłe relacje. Królowa nie wyraziła jednak zgody na przyjęcie rozwodnika do rodziny królewskiej jako swego szwagra, negatywną opinię w tej sprawie przedstawili jej zresztą zarówno premier Winston Churchill, jak i arcybiskup Canterbury Geoffrey Fisher. Jedyną możliwością zawarcia małżeństwa byłoby zrzeczenie się przez Małgorzatę statusu księżniczki i opuszczenie rodziny królewskiej, na co się nie zgodziła. W połowie 1953 informacja o ich związku została opublikowana i długo była pożywką dla tabloidów. W tej sytuacji, aby utrudnić parze dalsze kontakty, Townsend został wysłany na placówkę dyplomatyczną w Brukseli, gdzie pracował do 1956, kiedy to opuścił zarówno armię, jak i w ogóle służbę państwową. 31 października 1955 Małgorzata obwieściła zakończenie związku z Townsendem.

### Późniejsze życie
W 1959 ożenił się z Belgijką Marie-Luce Jamagne. Przez resztę życia mieszkał głównie w Belgii i we Francji, choć utrzymywał bliskie związki z Wielką Brytanią, zasiadając m.in. w radach nadzorczych kilku firm, a także pisując książki, głównie historyczne i biograficzne, przeznaczone na brytyjski rynek wydawniczy. Trudnił się także handlem winami.
Zmarł w wieku 80 lat, przyczyną zgonu był rak żołądka. Został pochowany na cmentarzu w Saint-Léger-en-Yvelines.

## Odniesienia w kulturze
Romans księżniczki Małgorzaty i kapitana Townsenda jest jednym z głównych wątków pierwszego sezonu serialu biograficznego The Crown. W postać Townsenda w serialu wcielili się Ben Miles (pierwszy sezon) i Timothy Dalton (piąty sezon).